# Vlasotince
Vlasotince (Servisch: Власотинце) is een gemeente in het Servische district Jablanica.
Vlasotince telt 33.312 inwoners (2002). De oppervlakte bedraagt 308 km², de bevolkingsdichtheid is 108,2 inwoners per km².

## Plaatsen in de gemeente
| - Aleksine - Batulovce - Boljare - Borin Dol - Brezovica - Vlasotince - Gložane - Gornja Lomnica - Gornja Lopušnja - Gornji Dejan - Gornji Orah - Gornji Prisjan | - Gradište - Gunjetina - Dadince - Dobroviš - Donja Lomnica - Donja Lopušnja - Donje Gare - Donji Dejan - Donji Prisjan - Zlatićevo - Javorje - Jakovljevo | - Jastrebac - Kozilo - Komarica - Konopnica (Servië) - Kruševica - Kukavica - Ladovica - Lipovica - Orašje - Ostrc - Pržojne - Prilepac | - Ravna Gora - Ravni Del - Samarnica - Svođe - Skrapež - Sredor - Stajkovce - Stranjevo - Tegošnica - Crna Bara - Crnatovo - Šišava |